# Centros socioculturales de Carabanchel

## Localización de los equipamientos culturales

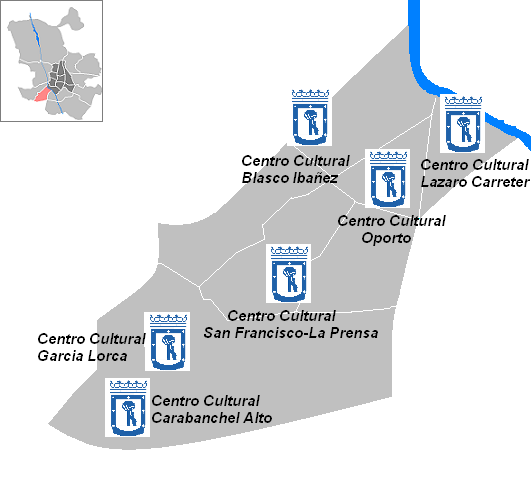
Localización de los centros culturales de Carabanchel

. 
Centros Culturales
| Centros Socioculturales   | Dirección                        | Barrios de influencia    |
| ------------------------- | -------------------------------- | ------------------------ |
| Blasco Ibáñez             | C/ Soldado José María Rey n.º 44 | San Isidro               |
| Carabanchel Alto          | C/ Alfonso Fernández n.º 23      | Buenavista               |
| Lazaro Carreter           | C/ La Verdad n.º 29              | Comillas y Opañel        |
| García Lorca              | C/ Eugenia de Montijo n.º 105    | Buenavista               |
| Oporto                    | Avda. de Oporto n.º 78           | Opañel y Abrantes        |
| San Francisco - La Prensa | C/ Aliseda n.º 4                 | Puerta Bonita y Abrantes |

## Creación de los equipamientos culturales
Hasta los años 80 no existía en la sociedad la necesidad de que los barrios estuvieran dotados de equipamientos culturales, salvo lógicamente los centros educativos y en menor medida las bibliotecas.
Sin embargo, a partir de esos años existe una demanda vecinal creciente reclamando dichos equipamientos.
En Carabanchel hay dos momentos importantes en los que se ponen en funcionamiento los equipamientos culturales:
1.- los primeros fueron construidos a finales de los años 80:
Estos equipamientos culturales fueron  impulsados en todo Madrid por el Alcalde de la ciudad Enrique Tierno Galván, aunque su desarrollo lógicamente lo llevaron los concejales de distrito.
Son los años de la "movida madrileña" en los que existe una gran explosión cultural y artística.
Así, con los concejales de Carabanchel Miguel Lara y Joaquín García Pontes se inauguraron tres centros culturales en tres barrios distintos del distrito y con los que inicialmente se podía atender a toda la población de Carabanchel. 
En concreto, en esos años, se inauguran los siguientes:
A) Centro Cultural "Blasco Ibáñez"
B) Centro Cultural "García Lorca"
C) Centro Juvenil "Oporto"
2.- los segundos fueron construidos a comienzos en la primera década del siglo XXI:
En esta etapa también se construyeron tres centros destinados a la cultura y juventud. 
Los centros se construyeron siendo Alcalde de Madrid Alberto Ruiz Gallardón y concejal de Carbanchel Carlos Izquierdo.
Con los citados centros se completa la actual red de equipamientos culturales en Carabanchel. Los tres centros culturales se construyen con el objetivo de que no existiera ningún barrio sin equipamiento cultural y que todos los vecinos puedan acceder a ellos de forma fácil y libre.
Así, se inauguraron los siguientes:
A) Centro Cultural "San Francisco - La Prensa"
B) Centro Cultural "Lázaro Carreter"
C) Centro Juvenil "Carabanchel Alto"

## Centro Sociocultural "Blasco Ibáñez"
Es el primer centro cultural del distrito y uno de los primeros de la ciudad de Madrid. Fue inaugurado por el concejal de Carabanchel Miguel Lara.
Ocupa un viejo edificio del barrio de San Isidro.
El centro sociocultural ha sido permanentemente remodelado para adaptarlo a las cambiantes necesidades culturales.

## Centro Sociocultural "García Lorca"
Construido a mediados de los ochenta ha sido hasta la construcción de los centros culturales "Lázaro Carreter" y "San Francisco - La Prensa" el centro de referencia de Carabanchel.
Fue inaugurado por el concejal de Carabanchel Joaquín García Pontes.
También ha tenido multitud de reformas para ir adaptándolo a los nuevas circunstancias siendo la más importante la de 2002.
Cuenta con cafetería, un pequeño salón de actos y una sala de lectura que se cerró al construirse la biblioteca pública "Luis Rosales.

## Centro Sociocultural "Oporto"
Este fue un centro muy deseado pues inicialmente en la glorieta Valle de Oro se instaló un viejo vagón de metro que sirvió durante los ochenta de centro para los jóvenes del distrito. Dicho vagón desaparecería con este nuevo centro juvenil al que sustituyó. 
Se proyectó en 1986 por Miguel Durán-Loriga Rodrigáñez y se construyó en 1987. Fue inaugurado en 1987 por el concejal de Carabanchel Joaquín García Pontes.
Destacan sus soportales y su situación frente a una plaza ajardinada. Por otro lado, señalar que el centro disponía de cafetería y emisora de radio.
En el año 2000 sufre una gran transformación ganando mucho espacio en patios y cubiertas para nuevas aulas, así como la creación de un nuevo salón de actos

## Centro Sociocultural "San Francisco - La Prensa"
Se trata de un gran equipamiento de nueva construcción en pleno corazón del casco antiguo de Carabanchel Bajo.
Fue inaugurado por el concejal de Carabanchel Carlos Izquierdo.
Destaca el salón de actos y su ubicación junto a un pequeño parquecito.
Hay que señalar que fue, junto con el Centro Sociocultural "Lázaro Carreter", el primer centro cultural de la ciudad de Madrid gestionado íntegramente de forma externalizada.

## Centro Sociocultural "Lázaro Carreter"
Fue inaugurado por el concejal de Carabanchel Carlos Izquierdo.
Se trata del mejor equipamiento de Carabanchel por sus salas y su salón de actos. Destaca también por su luminosidad y sus vistas.
Está situado, además, junto a un pequeño parque que le da mayor prestancia para sus actividades. Hay que señalar que fue, junto con el Centro Sociocultural "San Francisco - La Prensa", el primer centro cultural de la ciudad de Madrid gestionado íntegramente de forma externalizada.

## Centro Sociocultural "Carabanchel Alto"
Aunque por la actual definición de los equipamientos en el municipio de Madrid éstos se clasifican en culturales y socioculturales, inicialmente se definió para que fuera centro juvenil dado que estaba situado entre el colegio de primaria "Antonio Machado" y el instituto de secundaria "Antonio Machado".
Este centro permitió cumplir muchos objetivos, entre ellos, la rehabilitación del antiguo depósito de agua que dio servicio al antiguo pueblo de Carabanchel Alto y que está protegido según el Plan General de Ordenación Urbana de Madrid.
Fue inaugurado por el concejal de Carabanchel Carlos Izquierdo.
- Datos: Q5762227